# Pakistans Davis Cup-lag
Pakistans Davis Cup-lag styrs av Pakistans tennisförbund och representerar Pakistan  i tennisturneringen Davis Cup, tidigare International Lawn Tennis Challenge. Pakistan debuterade i sammanhanget 1948, och nådde final i östra zonen 1984 samt kvalade till elitdivisionen 2005.